# Đài truyền hình Ryongnamsan
Đài truyền hình Long Nam Sơn (Ryongnamsan) (Tiếng Triều Tiên: 룡남산텔레비죤) là kênh truyền hình giáo dục của Triều Tiên do Khoa Truyền hình Sinh viên Đại học thuộc Ủy ban Phát thanh Trung ương Triều Tiên điều hành. Lịch phát sóng của kênh bao gồm các phim tài liệu khoa học bằng tiếng Anh, các bài giảng trên truyền hình và các chương trình giáo dục học ngoại ngữ bao gồm tiếng Anh, tiếng Nga và tiếng Trung.

## Lịch sử

### Thập niên 1970
Kênh bắt đầu phát sóng vào ngày 1 tháng 4 năm 1971, ban đầu được gọi là "Đài truyền hình Kaesong" (Tiếng Triều Tiên: 개성텔레비죤) được phát sóng ở các thành phố Bình Nhưỡng và Kaesong.

### Thập niên 1990
Ngày 10 tháng 10 năm 1991, kênh chuyển sang kênh màu, trở thành kênh truyền hình cuối cùng trên toàn thế giới chuyển sang truyền hình màu.

Vào tháng 2 năm 1997, kênh được đổi tên thành "Đài Truyền hình Văn hóa và Giáo dục Triều Tiên" (Tiếng Triều Tiên: 조선교육문화텔레비죤). Kênh phát sóng từ 5 giờ chiều đến 10 giờ tối trong các ngày từ thứ hai đến thứ sáu, và từ 12 giờ trưa đến 10 giờ tối vào thứ bảy và chủ nhật. Nội dung phát sóng thường bao gồm các khóa học ngôn ngữ và các chương trình giáo dục, cũng trong thời gian này, các nhà chức trách đã tiến hành phát sóng thử nghiệm và bắt đầu phát sóng kênh từ tháp truyền hình ở Kaesong trên Kênh 8 ở định dạng NTSC-M, như một cách để quảng bá văn hóa Bắc Triều Tiên tới khán giả Hàn Quốc, chính quyền đã chọn kênh này vì KBS1 và KBS2 của Hàn Quốc đang sử dụng Kênh 7 và 9 nhưng các kênh của họ bị chính quyền Triều Tiên làm nhiễu.

### Thập niên 2010
Để kỷ niệm 35 năm công bố Dự án Giáo dục Xã hội Chủ nghĩa, vào ngày 5 tháng 9 năm 2012,  Đài Truyền hình Trung ương Triều Tiên tuyên bố sẽ tổ chức lại và phát sóng Đài Truyền hình Văn hóa và Giáo dục Hàn Quốc tại khu vực Bình Nhưỡng với tên gọi Đài truyền hình Ryongnamsan để giáo dục sinh viên đại học. Thời gian phát sóng từ 19:00 đến 22:00 các ngày thứ Hai, thứ Tư, thứ Sáu và bao gồm các tài liệu có trong thư viện điện tử của Đại học Kim Il-sung và Đại học Công nghệ Kim Chaek, các tài liệu khác phục vụ học tập đại học, truyền tải ngôn ngữ gốc, các video nước ngoài và tổng hợp văn hóa thể thao, v.v.

Từ năm 2019, kênh truyền hình Ryongnamsan phát sóng từ 18:00 đến 22:00 các ngày trong tuần

## Thẻ thử nghiệm
Đài truyền hình Ryongnamsan đã sử dụng 2 loại thẻ thử nghiệm khác nhau kể từ khi thành lập vào năm 2012. 

## Thời gian phát sóng
| Ngày phát sóng                | Thời gian     |
| ----------------------------- | ------------- |
| Thứ Hai đến Thứ Sáu hàng tuần | 18:00 - 22:00 |